# Unión de Radioaficionados Españoles
Die Unión de Radioaficionados Españoles (URE) ist der nationale spanische Amateurfunk-Verband.

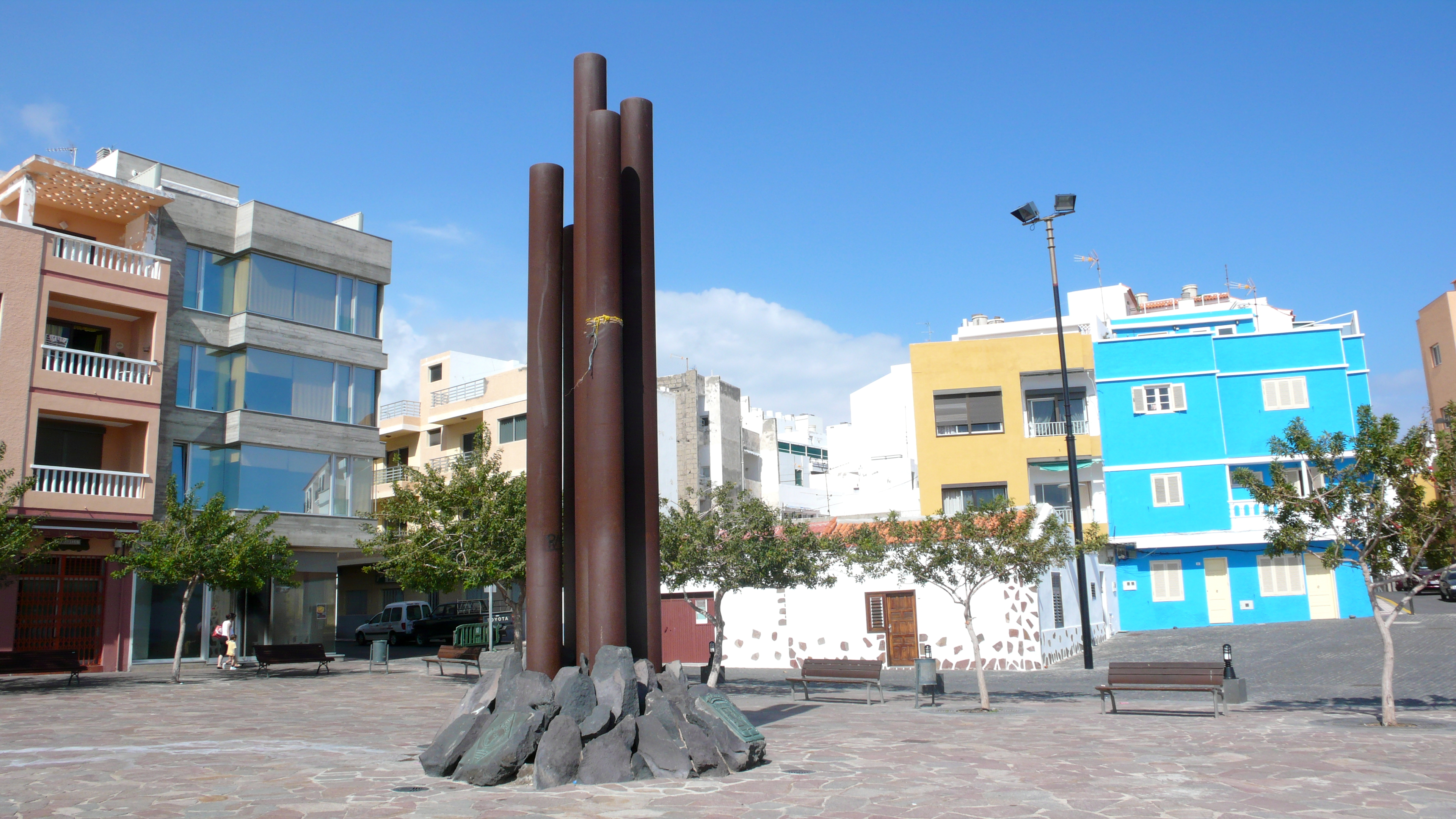
Funkamateur-Denkmal in Güímar

Der Verband wurde 1949 gegründet und hat seinen Sitz in Madrid. Er vertritt die Mitglieder unter anderem in der International Amateur Radio Union. Die URE ist in 50 Ortsverbände untergliedert und Herausgeber einer Fachzeitschrift. Die Revista URE erscheint monatlich.
In Madrid befindet sich auch das URE-Museum, das neben historischen Geräten auch Literatur und Dokumente zur Geschichte des Funkwesens in Spanien verwaltet und zur Einsicht zur Verfügung stellt.

## Persönlichkeiten
- Juan Carlos I., Ehrenpräsident der URE, Amateurfunkrufzeichen: EAØJC.